# Illerrieden
Illerrieden è un comune tedesco di 3 336 abitanti, situato nel land del Baden-Württemberg.